# Monica Bellucciová
Monica Anna Maria Bellucciová, nepřechýleně Bellucci (* 30. září 1964, Città di Castello, Perugia) je italská supermodelka a herečka. Původně si chtěla vybudovat kariéru jako právnička. Proto začala s modelingem, aby měla peníze a mohla studovat na Univerzitě v Perugii. Oslňující životní styl ji však tak ohromil, že nakonec práva studovat přestala. V roce 1988 se přestěhovala do Milána a podepsala smlouvu s agenturou Elite Model Management. Už v následujícím roce 1989 se stala známou modelkou v Miláně, Paříži a New Yorku. Svou kariéru začala jako modelka pro značky Dolce & Gabbana, Cartier a Dior, poté přešla k italským filmům a později k americkým a francouzským filmům. Plynule hovoří italsky, francouzsky, anglicky a hrála role ve všech jmenovaných jazycích.
Byla vdaná za herce Vincenta Cassela, se kterým má dvě dcery Devu a Léonie. Také se spolu objevili v mnoha různých filmech. Mezi její ocenění patří dvě ceny Globo d'oro (zlatý glóbus), dvě ocenění Nastro d'Argento (stříbrná stuha), cena Donostia a zvláštní cena David. V roce 2016 obdržela francouzský rytířský řád Čestné legie. Je stálou členkou Akademie filmového umění a věd.

## Dětství a mládí
Monica Bellucciová se narodila 30. září 1964 v Città di Castello v Umbrii. Její otec Pasquale Bellucci vlastnil dopravní firmu, matka Brunella Briganti byla ženou v domácnosti a amatérskou malířkou. Monika je jedináček, protože rodiče si další dítě nepřáli. Vyrůstala v Lamě (dnes Selci-Lama) v obci San Giustino na okraji města Città di Castello.
Získala katolické vzdělání a byla známá jako "inteligentní dítě". Rodiče ji popisovali jako „rozvážnou“ dívku s  rostoucím zájmem o módu „vědomou si své urostlé postavy“. Po škole se pravidelně vracela domů oklikou, ostatních dětí svého věku se stranila a netrávila s nimi čas venku. Otec jí pomáhal získat sebevědomí, protože si stěžovala, že na ni všichni zírají. Monika měla velkou zálibu ve  filmu, sledovala italské filmy Vittoria De Sicy, Federica Felliniho, Roberta Rosselliniho, Luchina Viscontiho, ale také Marcela Carného a Jeana-Luca Godarda.

## Kariéra modelky

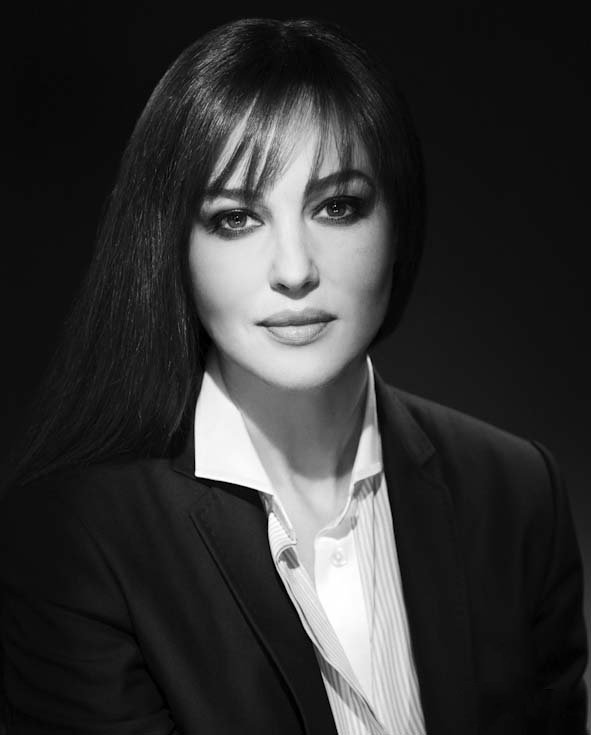
V reklamní kampani společnosti Harcourt v roce 2008

K modelingu se Bellucciová dostala ve 13 letech, kdy pózovala rodinnému fotografovi v Città di Castello. Když ji potkal místní kadeřník Piero Montanucci, přesvědčil ji, aby se stala jeho modelkou. Později, když jí bylo 16, ji požádal otcův přítel, který byl ředitel módní agentury, aby nafotila módní snímky, a umožnil ji během školní docházky debutovat na molu na módní přehlídce ve Florencii a v Miláně. Poté začala dělat tři módní přehlídky ročně.
Bellucciová se původně chtěla stát právničkou a studovala na univerzitě v Perugii a studium si financovala prací modelky. V roce 1988 se objevila na obálce španělské verze časopisu Vogue a francouzské verze Elle. Během studií se přihlásila do modelingové agentury v Miláně, kde si jí všimla společnost Elite Model Management a v roce 1989 s ní podepsali smlouvu. Práce modelky pro Elite obnášela časté cestování a Belluciová se proto rozhodla univerzitu opustit. Později uvedla, že by se pro ni práce právničky stejně nehodila. Pod záštitou  společnosti Elite se objevila v mnoha mezinárodních reklamních kampaních, pracovala například pro značky  L'Oréal, Cartier, Dior a Nivea a stala se tváří značky Dolce & Gabbana a prominentní modelkou v Miláně, Paříži a New Yorku.
Koncem roku 2022 stále spolupracovala se značkou Cartier. V průběhu desetiletí se objevila mimo jiné na obálkách časopisů Elle, IO Donna, německého časopisu Madame, Marie Claire, Maxim a mezinárodních vydání časopisů Harper's Bazaar, Schön!, Vanity Fair a Vogue.[46].

## Herecká kariéra

### První role a zlomové období (1990–1999)
Bellucciová se poprvé objevila na televizní obrazovce v roce 1990 v televizním filmu Vita coi figli. Italský režisér Dino Risi ji obsadil poté, co si všiml její fotografie v časopise. V roce 1991 debutovala ve filmu La Riffa (tj. „Loterie“), kde hrála roli, kterou jí nabídl režisér Francesco Laudadio. V roce 1992 si zahrála Drákulovu nevěstu ve filmu Drákula (v originále Bram Stoker's Dracula). Původně si jí Roman Coppola všiml v italském časopise Zoom a požádal svého otce Francise Forda, aby jí nabídl roli ve filmu. Francis Ford Coppola si s ní poté domluvil  schůzku v Los Angeles, při které si uvědomila, že se chce vydat na hereckou dráhu. Během natáčení na Coppolovu žádost zůstala v Los Angeles, ale měla z města obavy a cítila, že musí zlepšit úroveň své angličtiny. Rozhodla se proto, že svou další hereckou práci bude muset vykonávat v Itálii. Nicméně rolí ve filmu Drákula se poprvé představila mezinárodnímu publiku.
Svou menší roli v Drákulovi považovala Bellucciová za dobrou zkušenost, později se vrátila do Itálie, aby mohla navštěvovat kurzy herectví a realizovat své ambice. Rozhodla se raději následovat svou vášeň pro film, než se věnovat kariéře modelky na plný úvazek. Musela však překonat předsudky spojené s modelingem a jejím fyzickým vzhledem a musela pracovat na tom, aby si získala uznání. Následující čtyři roky hrála v italských filmech, ale  kvůli nedostatku příležitostí v Itálii nebyla spokojená, protože toužila po mezinárodní herecké kariéře. Nakonec se přestěhovala do Francie, kde očekávala lepší kariérní vyhlídky, a v roce 1995 se usadila v Paříži.
Její průlomovou rolí byla Lisa v evropském artovém filmu Byt (v originále L'Appartement, 1996), za kterou byla v roce 1997 nominována na Césara za nejslibnější herečku. Film ji ve Francii pomohl ke slávě a posílil její hereckou pozici. Druhým francouzským filmem, který natočila, byl Dobermann (1997) režiséra Jana Kounena, v němž ztvárnila němou cikánku, a aby mohla svou postavu dobře zahrát, musela se naučit znakovou řeč. V roce 1998 získala za hlavní roli Giulie Giovannini v italském komediálním dramatu L'ultimo capodanno (tj. „Poslední Nový rok“) cenu Globo d'oro (italský zlatý glóbus) za nejlepší ženský herecký výkon. Film Byt později získal cenu Britské filmové akademie za nejlepší neanglicky mluvený film, což přimělo režiséra Stephena Hopkinse, aby se o Bellucciovou začal blíže zajímat.

### Americké filmy a filmZvrácený(2000–2003)
V roce 2000 ji Hopkins obsadil do filmu Podezření (v originále Under Suspicion), kde hrála svou první hlavní roli v angličtině po boku Morgana Freemana a Gena Hackmana a upoutala pozornost amerického publika. Časopis Variety ji zařadil mezi „deset mladých nadějných hereček“ a vyzdvihl její herecký projev. Snímek Podezření se promítal na závěr filmového festivalu v Cannes a pro Belluciovou znamenal debut na červeném koberci. Do italské kinematografie se vrátila v roce 2000 ve filmu Maléna režiséra Giuseppe Tornatoreho. Ztvárnila zde Malènu Scordiu, tajuplnou, záviděníhodnou a žádostivou válečnou vdovu, jejíž život se odvíjí před očima třináctiletého chlapce. Film byl jejím prvním mezinárodním úspěchem a po uvedení v Americe se jí začaly hrnout nabídky z Hollywoodu. Pro americkou verzi bylo z filmu kvůli cenzuře v Severní Americe odstraněno 10 minut explicitních erotických scén.

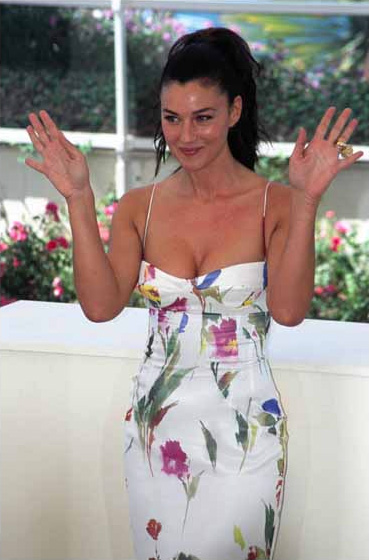
Na filmovém festivalu v Cannes v roce 2002

Bellucciová hrála v roce 2001 se Samuelem Le Bihanem a Vincentem Casselem ve francouzském filmu Bratrstvo vlků – Hon na bestii  (v originále Le Pacte des loups) režiséra Christopha Ganse. Snímek byl natočen podle historických událostí ve Francie v 18. století, kdy divoká šelma zdecimovala obyvatelstvo Gévaudanu v Lozère. Film se setkal s převážně pozitivními ohlasy kritiků a byl také komerčně úspěšný, při rozpočtu přibližně 32 milionů eur vydělal celosvětově 70 milionů dolarů, z toho 11 milionů ve Spojených státech. Belluciová si za tento film vysloužila nominaci na cenu Saturn v Los Angeles za nejlepší ženský herecký výkon ve vedlejší roli.
Natáčení filmu Asterix a Obelix: Mise Kleopatra (v originále Astérix et Obélix : Mission Cléopâtre, 2002) si Bellucciová oblíbila díky úsměvné atmosféře, kde zaznívaly zábavné průpovídky Jamela Debbouzeho. V komediálním snímku režiséra Alaina Chabata ztvárnila egyptskou královnu Kleopatru. Film měl velký úspěch, v době uvedení se na něj ve Francii prodalo 14 milionů vstupenek a celosvětově vydělal více než 128 milionů dolarů. V roce 2002 si Bellucciová zahrála s Vincentem Casselem v drsném artovém thrilleru režiséra Gaspara Noého Zvrácený (v originále Irréversible). Film o pomstě natočený 16 mm ruční kamerou ji zobrazoval v roli Alex, která byla brutálně znásilněna. Devítiminutová „nezapomenutelná scéna“ se natáčela v podchodu na předměstí Paříže navštěvovaném prostitutkami a natáčela se čtyřikrát. Film měl premiéru na filmovém festivalu v Cannes 24. května 2002 o půlnoci a byl označen za „jeden z nejkontroverznějších filmů vůbec“. Následně se film začal studovat na filmových školách.
V roce 2003 si Bellucciová zahrála Alessii v italském romantickém dramatu Ricordati di me (tj. „Vzpomeň si na mě“) režiséra Gabriele Muccina, za který získala cenu Nastro d'Argento pro nejlepší herečku ve vedlejší roli. Ve stejném roce si zahrála společně s Brucem Willisem v dobrodružném filmu režiséra Antoina Fuquy Slzy slunce (v originále Tears of the Sun), který se odehrává během občanské války v Nigérii. Hrála lékařku Leny Kendricks, která pracuje pro humanitární organizaci ve vesnici ohrožené povstalci. Snímek sklidil smíšené hodnocení kritiků a nebyl komerčně úspěšný. V roce 2003 postupně ztvárnila Persefonu ve filmech Matrix Reloaded a Matrix Revolutions. Matrix Reloaded celosvětově vydělal 742,1 milionu dolarů při rozpočtu 127 milionů dolarů. Matrix Revolutions získal od kritiků smíšené až průměrné hodnocení, nicméně vydělal 427 milionů dolarů při produkčním a marketingovém rozpočtu 185 milionů dolarů.

### Umučení Kristaa další kariéra (2004–2007)
V roce 2004 si Bellucciová zahrála výraznou a soucitnou Máří Magdalénu v Gibsonově filmu Umučení Krista (v originále The Passion of the Christ), přestože jí její agent natáčení filmu nedoporučil kvůli jeho možnému neúspěchu, neboť v té době neměl film zajištěnu distribuci. Snímek zobrazoval poslední hodiny života Ježíše Krista a obsahoval dialogy v aramejštině a latině, které se Belluciová musela doslovně naučit. Celkově se kritika v reakcích na film rozcházela, ale snímek byl velkým komerčním úspěchem, celosvětově vydělal přes 611 milionů dolarů při rozpočtu 30 milionů. Na 45. ročníku slavnostního předávání filmových cen v Římě získala Bellucciová v roce 2005 evropský filmový zlatý glóbus. V dobrodružném fantasy filmu Terryho Gilliama Kletba bratří Grimmů (v originále The Brothers Grimm) (2005) si zahrála 500 let starou Zrcadlovou královnu po boku Matta Damona a Heatha Ledgera.

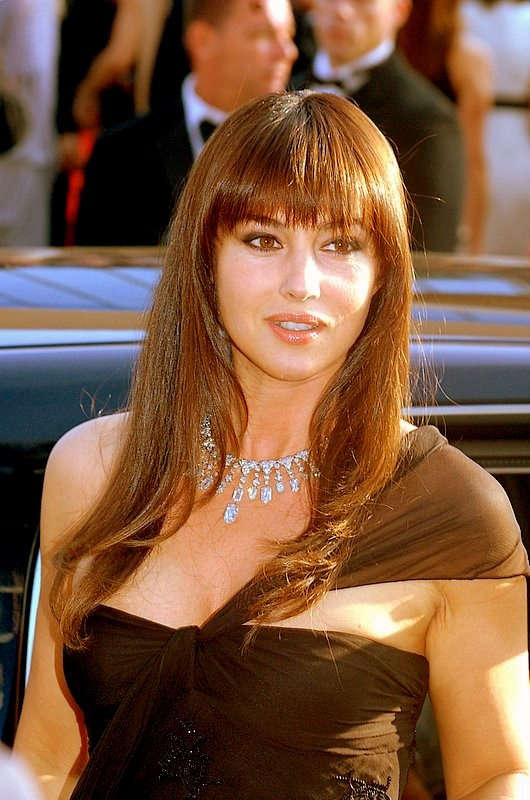
Na filmovém festivalu v Cannes v roce 2006

Bellucciová hrála hlavní roli ve francouzské romantické komedii Jak moc mě miluješ?  (v originále Combien tu m'aimes?), kterou napsal a režíroval Bertrand Blier a v níž hrál také Gérard Depardieu. Ztvárnila Danielu, nejkrásnější prostitutku v pařížské čtvrti Pigalle, jíž pracovník kanceláře, který vyhrál v loterii, nabídl, že jí zaplatí, aby s ním žila. V roce 2006 pokračovala v účinkování ve francouzské filmové produkci a objevila se jako upírka ve filmu režiséra Kima Chapirona Sheitan, v němž hrál také Cassel. V historickém komediálním dramatu Paola Virzìho Napoléon (et moi) (tj. „Napoleon a já“) zachycujícím Napoleona Bonaparta během exilu na Elbě v letech 1814–1815 ztvárnila baronku Emilii. V thrilleru The Stone Council (tj. „Kamenná rada“) natočeném podle komerčně úspěšné knihy Jeana-Christopha Grangého Bellucciová nahradila Sophii Marceau, která měla původně hrát hlavní roli. Ve filmu ztvárnila Lauru Siprien, utrápenou adoptivní matku konfrontovanou s vrahy, kteří se chtějí zmocnit jejího dítěte.
V akčním thrilleru Sejmi je všechny (v originále Shoot 'Em Up, 2007) režiséra Michaela Davise hrála po boku Cliva Owena a Paula Giamattiho. Ztvárnila prostitutku Donnu Quintano, která se spojila s Owenovou postavou, panem Smithem, aby ochránila dítě uprostřed krvavého vyřizování účtů. Pro francouzskou a italskou verzi filmu dabovala sebe sama a uvedla, že je to pro ni častou praxí. Dále se objevila ve filmu Alaina Corneaua Le deuxième souffle (tj. „Druhý vítr“). Kriminální snímek je remakem stejnojmenného filmu z roku 1966 a kritikou byl velmi dobře přijat. Bellucciová v něm ztvárnila postavu Manouche zamilovanou do gangstera, který uprchl z vězení, kde si odpykával doživotní trest.

### Pokračující mezinárodní působnost (2008-2017)
Bellucciová má niternou potřebu pravidelně hrát ve filmech ze své rodné Itálie. V roce 2008 si tak zahrála v životopisném filmu Zběsilá krev (v originále Sanguepazzo) režiséra Marca Tullia Giordany. Spolu s Lucou Zingarettim ztvárnili dvojici předních herců v období italského fašismu Luisu Feridu s Osvaldem Valentim. Dále si zahrála Albu ve filmu L'uomo che ama (tj. „Muž, který miluje“), kde se prostřednictvím filmové retrospektivy zamilovala do postavy Roberta, kterou ztvárnil Pierfrancesco Favino. Dne 5. března 2009 obdržela ve Vídni na udílení cen Women's World Award cenu pro světovou herečku a v témže roce si zahrála v thrilleru Proměna (v originále Ne te retourne pas), jež byl pokračováním hororu Dans ma peau (tj. „V mé kůži“), oba filmy režírovala Marina de Van. V romantickém komediálním dramatu Rebeccy Miller The Private Lives of Pippa Lee (tj. „Soukromé životy Pippy Lee“, 2009) hrála společně s Robin Wright a Winonou Ryder. Ztvárnila zde Gigi Lee, bývalou manželku úspěšného nakladatele Herba, kterého hrál Alan Arkin. Dále se objevila v epizodní roli v Tornatoreho autobiografické rodinné sáze Baarìa, procházející několika generacemi a natáčené v sicilské Bagherii.

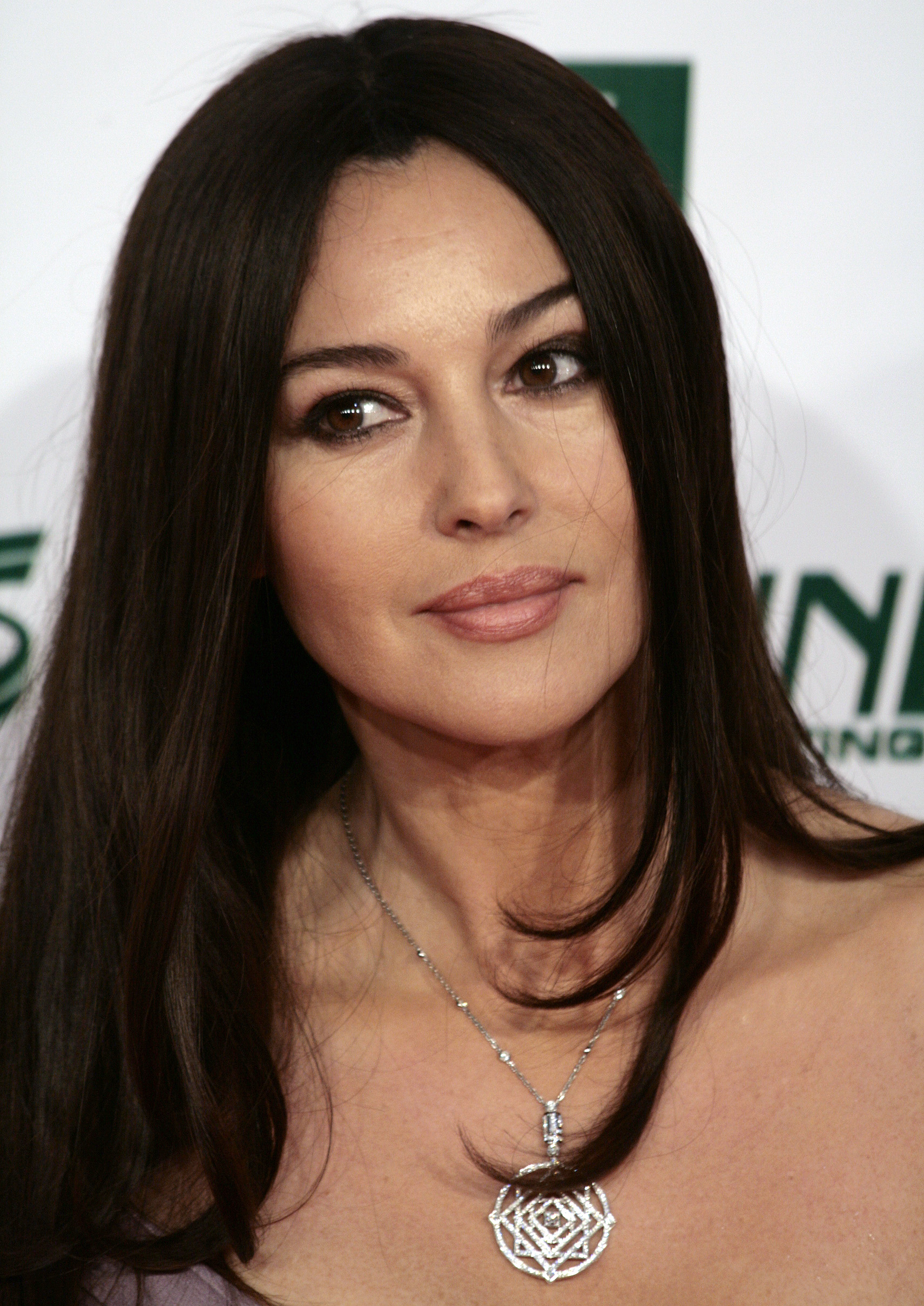
V roce 2009 ve Vídni na udílení cen Women's World Award

V roce 2010 ztvárnila státní úřednici Lauru Leviani v životopisném dramatickém thrilleru Larysy Kondracki The Whistleblower, který se natáčel převážně v Rumunsku a zobrazoval rozsáhlou síť obchodníků s lidmi odhalenou v poválečné Bosně a Hercegovině v roce 1999. Film se setkal se smíšenou reakcí kritiků. Během sedmi měsíců natočila Bellucciová tři filmy, Věk na lásku (v originále Manuale d'amore 3) režiséra Giovanniho Veronesi, Un été brûlant (tj. „Žhavé léto“) od Philippe Garrela a Sezóna nosorožců (v originále Rhino Season) režiséra Bahmana Ghobadi. Ve filmu Věk na lásku (2011) si zahrála Violu po boku Roberta De Nira, který ztvárnil rozvedeného amerického profesora dějin umění žijícího v Římě, který se do Violy zamiloval. De Niro byl spoluprací s Bellucciovou nadšen, řekl, že roli přijal, protože si chtěl zahrát po jejím boku. Film se natáčel dva měsíce poté, co se Bellucciové narodilo druhé dítě. Kvůli roli ve filmu Sezóna nosorožců v roce 2012 se Bellucciová naučila mluvit persky.
V roce 2014 se objevila v rodinném dramatu Alice Rohrwacher Le meraviglie (tj. „Zázraky“) v roli Milly Cateny, moderátorky televizní soutěže Zázraky venkova. Film byl oceněn kritikou a získal cenu Grand Prix na filmovém festivalu v Cannes v roce 2014. V roce 2015 hrála hlavní roli Sophie Bernard v kanadském dramatu Ville-Marie režiséra Guy Édoina. Snímek sleduje cestu evropské herečky Bernard, která navštíví kvůli natáčení filmu Montreal a snaží se usmířit se svým synem. Na Mezinárodním filmovém festivalu v Dublinu získala za ztvárnění Bernard od Klubu dublinských filmových kritiků cenu za nejlepší herečku. Ve svých 50 letech se stala nejstarší Bond girl v historii filmové série o Jamesi Bondovi, zahrála si Lucii Sciarru ve filmu Spectre, který režíroval Sam Mendes a který byl uveden do kin v roce 2015. Film celosvětově vydělal 880 milionů dolarů při rozpočtu 240 milionů.
V roce 2016 si Bellucciová zahrála hostující roli ve třetí řadě amerického komediálně-dramatického streamovaného seriálu Mozart in the Jungle (tj. „Mozart v džungli“), který je adaptací stejnojmenných memoárů Blair Tindall. Ve stejném roce ztvárnila Nevestu ve filmu Na Mliječnom putu (tj. „Na mléčné dráze“), romanci odehrávající se během balkánské války, jejíž hlavní roli ztvárnil režisér filmu Emir Kusturica. Kusturica Bellucciovou požádal, aby se naučila všechny dialogy v srbštině. Trvalo čtyři roky než byl film dokončen. Za roli Nevesty získala Bellucciová 1. července 2017 v sicilské Taormině evropskou cenu Nastro d'Argento. V témže roce hrála ve třetí řadě televizního seriálu Davida Lynche a Marka Frosta Twin Peaks. a také získala čestné ocenění Donostia na Mezinárodním filmovém festivalu v San Sebastiánu.

### Nedávná kariéra (2018–současnost)
V roce 2018 si zahrála jednu z hlavních rolí v australském komediálním sci-fi hororu Nekrotronic, kde ztvárnila nekromanku a démonickou požíračku duší. Epizodní roli si zahrála ve filmu Clauda Lelouche Les Plus Belles Années d'une vie (tj. „Nejlepší léta života“, 2019), kde ztvárnila Elenu, dceru Jeana-Louise Duroca v podání Jeana-Louise Trintignanta, film se setkal s pozitivním ohlasem kritiky.
Režisér, spisovatel a fotograf Tom Volf, který v roce 2017 natočil dokument Maria by Callas, nabídl Bellucciové svůj projekt založený na jeho knize Maria Callas: Lettres & Memoires (tj. „Dopisy a vzpomínky Marie Callas“). Nejedná se o životopisný pořad jako takový, ale spíše o nahlédnutí do zpěvaččiny intimnější stránky, ve one-woman show v režii Volfa Bellucciová předčítala sama na jevišti dopisy Marie Callas a měla při tom na sobě dvoje její šaty. Svůj divadelní debut uskutečnila v pařížském divadle Marigny od 27. listopadu do 6. prosince 2019 a  v průběhu let pořad uváděla s přestávkami i nadále. Vystupovala na Festival dei Due Mondi v Umbrii,  v římském Parco della Musica, milánském Teatro Manzoni, benátském Teatro Goldoni a aténském Odeon Herodesa Attika. Představení přivezla do Divadla Jejího Veličenstva v Londýně, pařížského divadla Chatelet, a do Istanbulu, Los Angeles a Monaka. V lednu 2023 hru ve svých 58 letech uvedla v newyorském divadle Beacon.
V roce 2021 obdržela Bellucciová na 66. ročníku slavnostního udílení cen David di Donatello zvláštní cenu za své celoživotní úspěchy. V roce 2023 vstoupila do jednání o účinkování ve filmu Beetlejuice 2. Bude hrát Beetlejuicovu manželku.

## Dobročinnost
V roce 2008 Bellucciová podpořila sbírku ve prospěch centra pro děti s rakovinou v Prima Portě. Iniciovala ji Associazione Genitori Oncologia Pediatrica (Asociace rodičů v dětské onkologii), známá také jako AGOP, kterou vytvořili rodiče dětí s rakovinou a leukémií na římské poliklinice Agostino Gemelli. V roce 2010 se stala patronkou apolitického a sekulárního francouzského sdružení Paroles de Femmes (Slova žen), prosazujícího rovnost mezi muži a ženami ve společnosti. V březnu 2010 uspořádala akci Nuit des Femmes (Noc žen), na níž se sešly političky, vědkyně, lékařky, právničky, spisovatelky, malířky a podnikatelky, aby zhodnotily vývoj ženských práv ve Francii. Získané prostředky byly věnovány na výstavbu center pro ubytování, reintegraci a podporu svobodných matek. V roce 2010 vydalo nakladatelství La Martinière Groupe knihu s předmluvou Tornatoreho, která zachycuje modelingovou a hereckou kariéru Bellucciové na fotografiích od Petera Lindbergha a Helmuta Newtona. Veškerý výtěžek z prodeje knihy byl věnován římským organizacím AGOP a Paroles de Femmes. Je také patronkou sdružení SOS Autism France.

## Osobní život
Ve dvaceti letech se provdala za italského fotografa Claudia Carlose Bassa, ale po šesti měsících se rozvedli. V letech 1989 až 1995 měla vztah s italským hercem Nicolou Farronem.
Při natáčení filmu Byt (1996) se seznámila s francouzským hercem Vincentem Casselem. Dne 2. srpna 1999 se v Monaku vzali, mají spolu dvě dcery, Devu Cassel (* 12. září 2004) a Léonii (* 21. května 2010). Bellucciová a Cassel spolu v letech 1996–2006 hráli v devíti filmech. Rodina žila v Itálii, Francii, Brazílii a Anglii. Pár oznámil rozchod 26. srpna 2013 a později se rozvedli, ale zůstali si blízcí.
Po rozvodu měla Bellucciová vztah s francouzským sochařem a bývalým modelem Nicolasem Lefebvrem, chodili spolu od roku 2017, ale oficiálně to oznámili až na začátku března 2019 během přehlídky Chanel v pařížském Grand Palais. Lefebvrovi bylo tehdy 37 let. Konec jejich vztahu média oznámila na začátku července 2019.
V říjnu 2022 na filmovém festivalu Lumière v Lyonu navázala vztah s americkým režisérem Timem Burtonem, ale svůj vztah oznámili až v únoru 2023.
Bellucciová hovoří plynně italsky, francouzsky a anglicky a ovládá také portugalštinu a španělštinu. Po rozvodu s Casselem žila s dcerami v Anglii, Francii a Itálii. V roce 2015 se rozhodla usadit se ve Francii. Nicméně uvedla, že se stále cítí být Italkou, volí v Itálii, nikoli ve Francii.
Vlastní domy v Římě a Lisabonu. V roce 2020 byla podle webových stránek společnosti GEDI Gruppo třetí nejbohatší herečkou v Itálii s majetkem v hodnotě 45 milionů dolarů.

## Filmografie
| Film | Rok  |
| --- | ---- |
| La riffa (Loterie) | 1991 |
| Ostinato destino (Neúprosný osud) Drákula (Bram Stoker's Dracula)                                                                                            | 1992 |
| Briganti - Amore e libertà (Briganti - Láska a svoboda) | 1993 |
| I mitici - Colpo gobbo a Milano (Legendární převrat v Miláně)                                                                                                | 1994 |
| Sněhová koule (Palla di neve) Il cielo è sempre più blu (Obloha je stále modřejší)                                                                           | 1995 |
| Byt (L'Appartement) | 1996 |
| Come mi vuoi (Jak mě chceš) Dobermann Stressati (Ve stresu) Mauvais genre (Špatný typ)                                                                       | 1997 |
| Compromis – krátký film Le Plaisir et ses petits tracas (Potěšení a jeho problémy) L'ultimo capodanno (Poslední Nový rok) A los que aman (Těm, kteří milují) | 1998 |
| Unruly - Nessuna regola (Neukázněnost – bez pravidel) Comme un poisson hors de l'eau (Jako ryba na suchu) Nezkrotný (Méditerranées)                          | 1999 |
| Podezření (Under Suspicion) Striptease (Striptýz) Franck Spadone Maléna                                                                                      | 2000 |
| Bratrstvo vlků – Hon na bestii (Le Pacte des loups) Asterix a Obelix: Mise Kleopatra (Astérix et Obélix : Mission Cléopâtre) Zvrácený (Irréversible)         | 2002 |
| Ricordati di me (Vzpomeň si na mě) Slzy slunce (Tears of the Sun) Matrix Reloaded (The Matrix Reloaded) Matrix Revolutions (The Matrix Revolutions)          | 2003 |
| Umučení Krista (The Passion of the Christ) Agents Secrets (Tajní agenti) She Hate Me (Nenávidí mě)                                                           | 2004 |
| Kletba bratří Grimmů (The Brothers Grimm) Jak moc mě miluješ? (Combien tu m'aimes?)                                                                          | 2005 |
| Sheitan Napoléon (et moi) (Napoleon a já) Bratrstvo kamenů (Le Concile de pierre)                                                                            | 2006 |
| Manuale d'amore 2 - Capitoli successivi (Příručka lásky 2 - Další kapitoly) Sejmi je všechny (Shoot 'Em Up) Druhý dech (Le deuxième souffle)                 | 2007 |
| Zběsilá krev (Sanguepazzo) L'uomo che ama (Muž, který miloval)                                                                                               | 2008 |
| The Private Lives of Pippa Lee (Soukromé životy Pippy Lee) Ne te retourne pas (Neohlížej se zpět) Baarìa Omaggio a Roma (Pocta Římu) – dokumentární film     | 2009 |
| The Sorcerer's Apprentice (Čarodějův učeň) | 2010 |
| The Whistleblower (Informátorka) Věk na lásku (Manuale d'amore 3) Un été brûlant (Horké léto)                                                                | 2011 |
| Sezóna nosorožců (Rhino Season) | 2012 |
| Des gens qui s'embrassent (Líbající se lidé) | 2013 |
| Zázraky (Le meraviglie) Na Quebrada | 2014 |
| Ville-Marie Spectre | 2015 |
| Na Mliječnom putu (Na mléčné dráze) | 2016 |
| Nekrotronic | 2018 |
| Spider in the Web (Pavouk v síti) Les Plus Belles Années d'une vie (Nejkrásnější roky života)                                                                | 2019 |
| The Man Who Sold His Skin (Muž, který prodal svou kůži) | 2020 |
| The Girl in the Fountain (Dívka v kašně) Les Fantasmes (Fantazie) La Befana vien di notte II - Le origini (Befana přichází v noci II - Původ)                | 2021 |
| Memory (Paměť) Siccità (Sucho) Diabolik - Ginko all'attacco! (Diabolik - Ginko útočí!)                                                                       | 2022 |
| Mafia Mamma | 2023 |
| Beetlejuice 2 | 2024 |